# Fermín Palacios
Fermín Palacios fue un político salvadoreño que gobernó la República de El Salvador como senador durante los siguientes periodos: del 1 al 7 de febrero de 1844, del 16 de febrero al 25 de abril de 1845, del 1 al 21 de febrero de 1846 y del 12 al 21 de julio de 1846.

## Biografía
Nació en San Salvador. Fermín Palacios recibió el Mando Supremo de Pedro José Arce, su periodo fue transitorio y de conciliación entre las fuerzas políticas del general Francisco Malespín y las del obispo de San Salvador Jorge Viteri y Ungo que conspiraba por obtener el poder. Durante los siete días hubo una pugna en la Asamblea Legislativa, la cual terminó dominando el general Malespín para ocupar el Poder Ejecutivo. 
El 7 de febrero de 1844, Fermín Palacios recibió el Gobierno del coronel Joaquín Eufrasio Guzmán. 
El 17 de febrero de 1845 el Senado de La República de El Salvador admitió la acusación contra el general Malespín y mandó embargarle los bienes a él y a sus partidarios y el gobierno declaró traidores a todas las personas que lo auxiliaban.
El 20 de marzo de 1845 el Gobierno de El Salvador compró la goleta La veloz Salvadoreña, la armó y la puso bajo el mando de Juan Dheming. El 25 de abril de 1845 entregó el Gobierno al general Joaquín Eufrasio Guzmán.
Por tercera vez Fermín Palacios recibió el Mando Supremo el 1 de febrero de 1846 del general Joaquín Eufrasio Guzmán. Su periodo fue de transición en tanto se practicaban las elecciones para Presidente de la República.
El 21 de febrero de 1846, entregó la 1.ª Magistratura al Presidente electo Dr. Eugenio Aguilar.
Fermín Palacios llegó por 4.ª vez a la Presidencia, recibiendo el Gobierno el 12 de julio de 1846 por depósito que le hiciera el presidente Dr. Aguilar. Su periodo fue efímero y al día siguiente de haber asumido el poder, decretó el estado de sitio en todo el país, obligado por las circunstancias cada día más graves, debido a la situación política provocada por el obispo Jorge Viteri y Ungo. Su espíritu conciliador no logró contener las ambiciones políticas de dicho obispo. En el 20 de julio redujo el estado de sitio solo a la capital; ese mismo día estableció un cuerpo de Caballería y otro de Infantería.
El 21 de julio de 1846 entregó de nuevo el Poder Supremo al Presidente Eugenio Aguilar.
| Predecesor: Pedro José Arce         | Presidente de El Salvador 1844 | Sucesor: Francisco Malespín |
| Predecesor: Joaquín Eufrasio Guzmán | Presidente de El Salvador 1846 | Sucesor: Eugenio Aguilar    |